# پراک
پراک (در زبان جاوی: ڨیرق) معروف به پراک دارالرضوان یکی از ۱۳ ایالت کشور مالزی است. این ایالت بر ساحل غربی مالزی غربی قرار دارد و پایتخت آن شهر ایپوه است.
پراک به علت داشتن منابع غنی قلع در تاریخ مشهور بوده است. نام پراک در زبان مالایی به معنای "نقره ای" است و به علت همین صنعت قلع به این ایالت تعلق گرفته.
این ایالت همچنین محل تولد صنعت لاستیک و کائوچو در این کشور (در شهر کوالا کانگسار) می‌باشد.
پسوند عربی نام این ایالت "دارالرضوان" است.
جزیره پانگ کور، از مهم‌ترین مراکز گردشگری مالزی، در این جزیره قرار دارد.

## نگارخانه

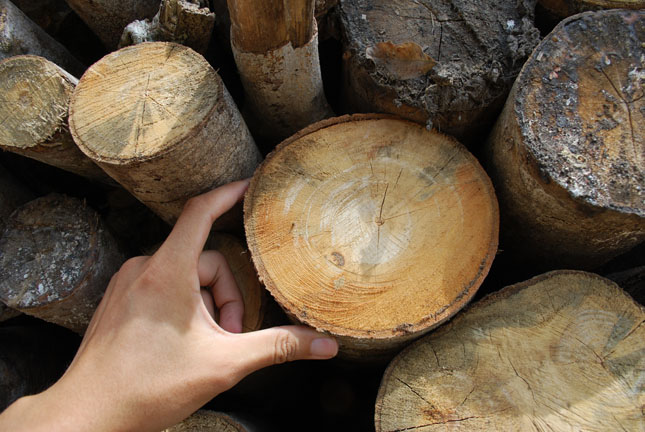
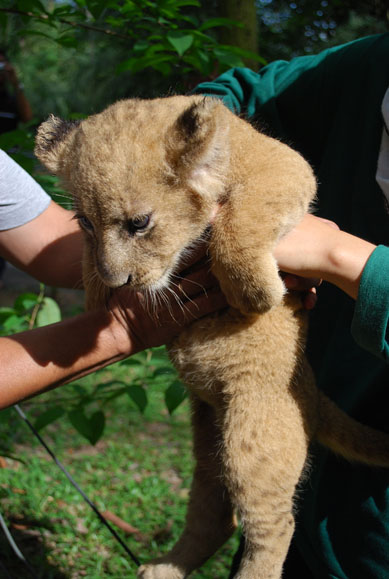
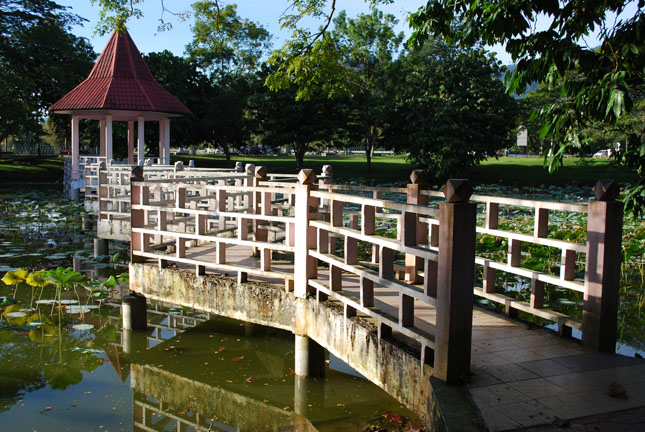
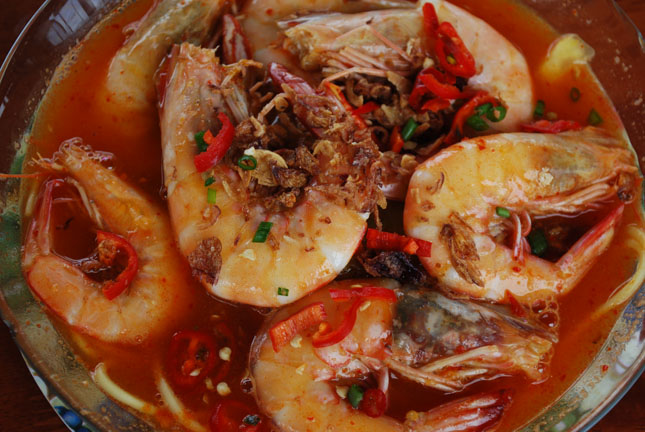
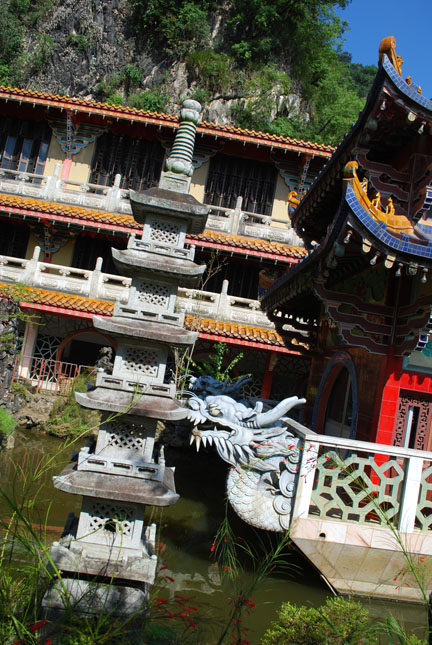
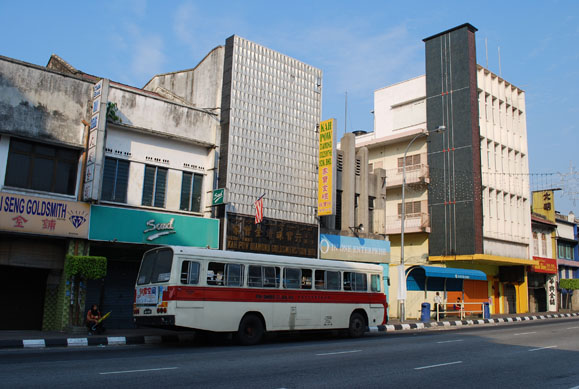
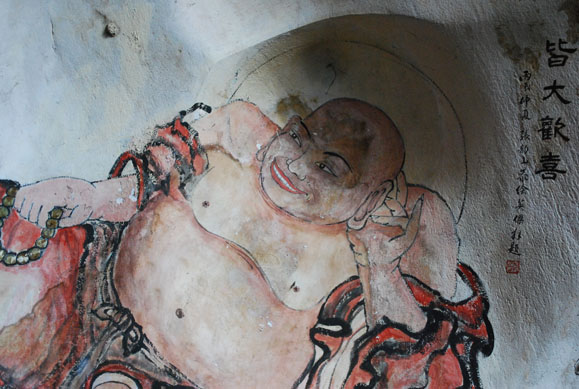
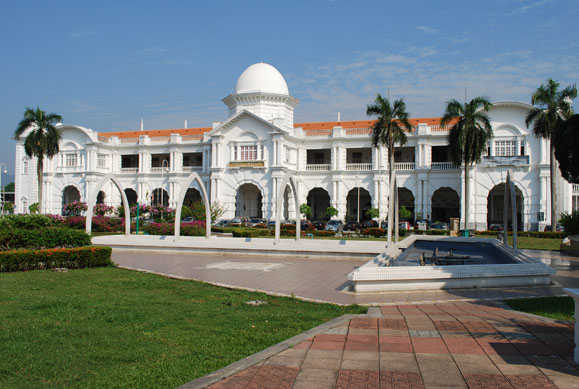
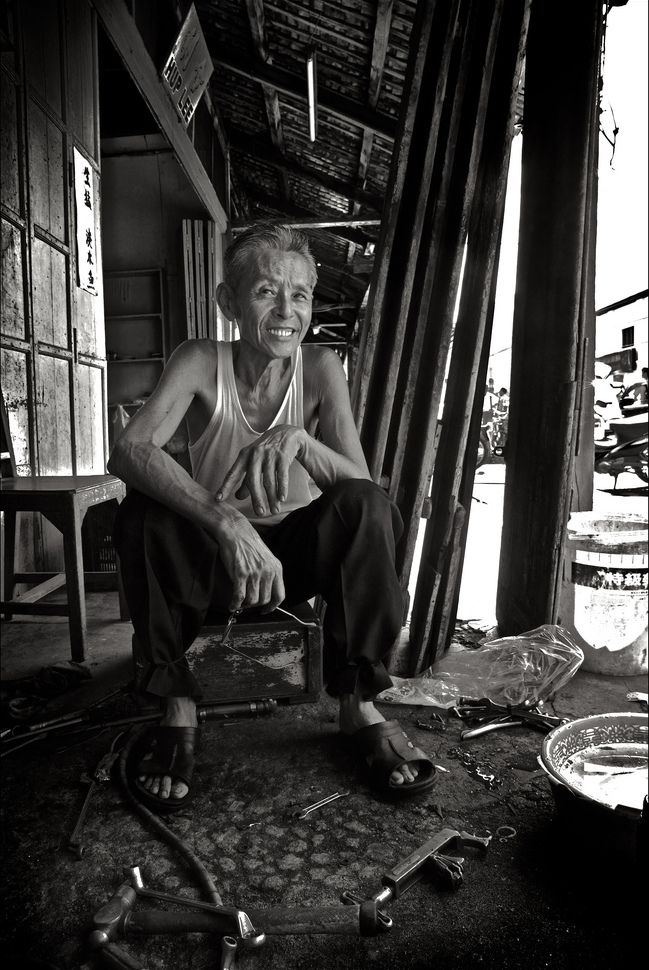
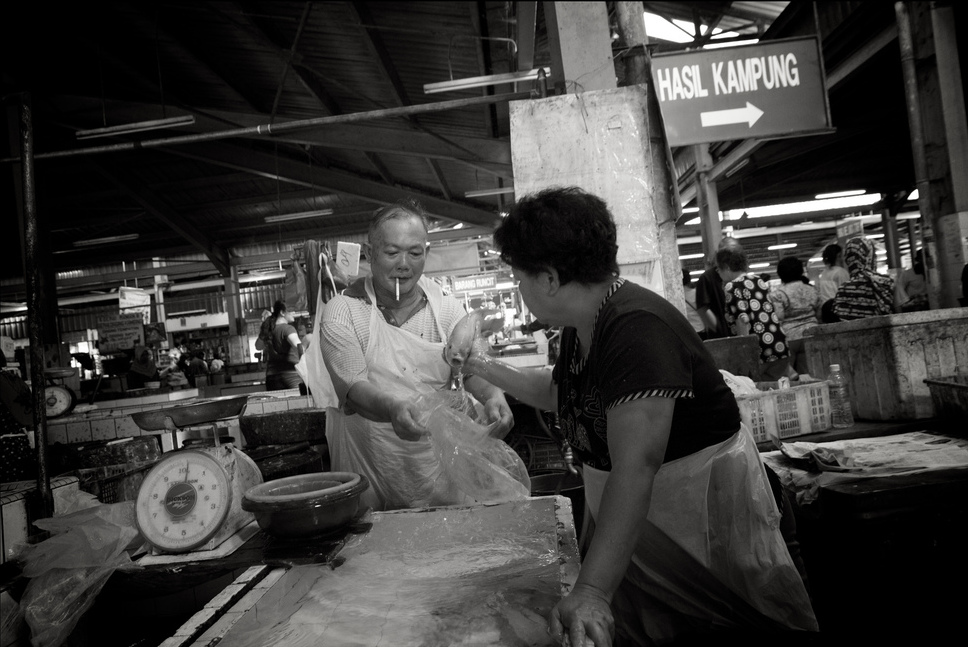